# Ji Sin
Le Vénérable Chi Sin Sim Si, ou « Chi Sin », est un légendaire artiste martial chinois, qui fut l'un des Cinq Anciens, survivants de la destruction d'un Temple Shaolin par la Dynastie Qing (1644  –  1912). Il est lié à de nombreux arts martiaux du sud de la Chine, y compris les cinq grands styles familiaux de Hung, le Lau et Choy gar, le Li gar et le Mok gar, le Ng Ga Kuen/Ng Gar King et le Wing Chun.

## Historique
Chi Sin aurait été à l'origine un moine résident du temple originel « Song Shan » – dans le Henan. Il survécu à la destruction de son temple Shaolin du Sud situé dans le Fujian[réf. nécessaire].
D'autres sources avancent que Chi Sin et les quatre autres « anciens » échappèrent à l'incendie du temple de Quanzhou (泉州) dans le Fujian. Ils se séparèrent et Chi Sin construisit le deuxième temple dit « du sud » à Julian Shan 九連山 (Montagne des Neuf Lotus), également dans le Fujian. Après ces événements, Chi Sin pouvait être perçu comme un révolutionnaire prévoyant de renverser le gouvernement Qing. Cependant, deux des cinq anciens, Bak Mei (ou Pak Mei) et Fung Dou Dak unirent leurs forces à l'armée Qing et participèrent à la destruction du second temple « sud » Shaolin, avec l'aide d'une armée considérable à 10 contre 1 contre les moines. Chi Sin, l'abbé du temple, fut tué par Pak Mei lors d'un duel lors de l'attaque.
Chi Sin figure en bonne place dans «Légendes shaolin du sud» (南少林傳奇) écrit par Chiew Sek – en cantonais – et publié en 1993. Toutes les figures légendaires du sud de Shaolin et plus largement des arts martiaux du sud de la Chine ('Nanquan/Nam Kuen') 南拳 sont en quelque sorte associés à la figure légendaire de Chi Sin comme Fong Sai-Yuk 方世玉, Ng Mui, Luk Ah Choi 陸阿采, Lei Jou Fan 李祖寬, Wu Wai Kin 胡惠乾 et Hung Hei Gun 洪熙官 pour n'en nommer que quelques-uns. Chi Sin fut dépeint dans de nombreux films d'arts martiaux chinois.

### Pages liées
- Monastère de Shaolin du Sud
- Bak Meï
- Fong Sai-Yuk
- Ng Mui